# U-21-Faustball-Europameisterschaft 2009
Die 10. Faustball-Europameisterschaft für U21-Mannschaften fand 2009 in Zofingen (Schweiz) zeitgleich mit der Europameisterschaft 2009 für Frauen statt. Die Schweiz war zum dritten Mal Ausrichter der Faustball-Europameisterschaft der U21-Mannschaften.

## Vorrunde
Spielergebnisse
| 14.08.2009 | Schweiz     | – | Katalonien  | 2:0 | (11:0, 11:1)        |
| 14.08.2009 | Deutschland | – | Italien     | 2:0 | (11:4, 14:12)       |
| 14.08.2009 | Schweiz     | – | Italien     | 2:0 | (11:8, 11:6)        |
| 14.08.2009 | Österreich  | – | Katalonien  | 2:0 | (11:2, 11:2)        |
| 14.08.2009 | Schweiz     | – | Österreich  | 2:1 | (9:11, 11:6, 11:8)  |
| 14.08.2009 | Deutschland | – | Katalonien  | 2:0 | (-:-, -:-)          |
| 14.08.2009 | Österreich  | – | Deutschland | 2:1 | (4:11, 11:7, 15:13) |
| 14.08.2009 | Italien     | – | Katalonien  | 2:0 | (11:5, 11:5)        |
| 14.08.2009 | Schweiz     | – | Deutschland | 2:1 | (6:11, 11:6, 11:5)  |
| 14.08.2009 | Österreich  | – | Italien     | 2:0 | (11:4, 11:4)        |

## Qualifikationsspiel für das Spiel um Platz 3
| 15.08.2009 | Italien | – | Katalonien | 3:0 | (1:6, 11:4, 11:6) |

## Halbfinale
| 15.08.2009 | Österreich | – | Deutschland | 2:3 | (11:8, 13:11, 8:11, 10:12, 8:11) |

## Platzierungs- und Finalspiele
| Spiel um Platz 3 | Spiel um Platz 3 | Spiel um Platz 3 | Spiel um Platz 3 | Spiel um Platz 3 | Spiel um Platz 3                | Spiel um Platz 3 | Spiel um Platz 3 |
| ---------------- | ---------------- | ---------------- | ---------------- | ---------------- | ------------------------------- | ---------------- | ---------------- |
| 15.08.2009       | Österreich       | –                | Italien          | 3:0              | (11:7, 11:8, 12:10)             |                  |                  |
| Finale           |                  |                  |                  |                  |                                 |                  |                  |
| 15.08.2009       | Schweiz          | –                | Deutschland      | 2:3              | (9:11, 6:11, 11:9, 11:6, 10:12) |                  |                  |

## Platzierungen
| Rang | Land        |
| ---- | ----------- |
| 1.   | Schweiz     |
| 2.   | Deutschland |
| 3.   | Österreich  |
| 4.   | Italien     |
| 5.   | Katalonien  |